# Plesiochrysa rubida
Plesiochrysa rubida is een insect uit de familie van de gaasvliegen (Chrysopidae), die tot de orde netvleugeligen (Neuroptera) behoort. 
Plesiochrysa rubida is voor het eerst wetenschappelijk beschreven door Navás in 1929.